# La Vie de bohème
La Vie de bohème (prt: A Vida de Boémia) é um filme de tragicomédia de 1992 dirigido por Aki Kaurismäki e estrelado por Matti Pellonpää, Évelyne Didi e André Wilms. O roteiro de Kaurismäki para o filme foi vagamente baseado no influente romance de Henri Murger, Scènes de la vie de bohème, de 1851, que gerou várias adaptações para a tela, bem como peças e óperas, sendo a mais notável La bohème, de 1896, de Giacomo Puccini.
O filme foi um sucesso de crítica ganhando vários prêmios. A Federação Internacional de Críticos de Cinema concedeu ao filme o prêmio Fórum do Novo Cinema no Festival Internacional de Cinema de Berlim de 1992. Nos Prêmios do Cinema Europeu de 1992, Matti Pellonpää e André Wilms foram premiados como Melhor Ator Europeu e Melhor Ator Coadjuvante respectivamente enquanto Évelyne Didi foi indicada para Melhor Atriz Coadjuvante e o filme foi indicado para o Prêmio de Melhor Filme. Kaurismäki ganhou o prêmio de Melhor Diretor no Jussi Awards de 1993. Le Havre (2011) é uma continuação de La Vie de bohème, tendo muitos dos mesmos atores 19 anos mais velhos.

## Enredo
Marcel é um poeta e dramaturgo parisiense que é despejado de seu quarto por não conseguir pagar o aluguel. Enquanto perambulava pelas ruas, conhece Rodolfo, um pintor albanês igualmente pobre e que está ilegalmente no país. Eles descobrem que compartilham o mesmo amor pela arte, sem se preocupar com o bem-estar mundano. Eles fazem outro amigo em Schaunard, um compositor irlandês que aluga o antigo quarto de Marcel. Os três se ajudam a sobreviver compartilhando o pouco dinheiro que obtêm para manter um padrão de vida.
Rodolfo conhece Mimi, uma pobre francesa por quem se apaixona perdidamente. No entanto, ele é deportado de volta para a Albânia. Ele fica seis meses impossibilitado de voltar a Paris e, a essa altura, Mimi já encontrou outro namorado. Rodolfo, Marcel e Schaunard juntam a comida e partilham uma refeição para celebrar a festa de Todos os Santos. Mimi aparece e avisa Rodolfo que largou o namorado para ficar com ele novamente, mas está doente e morre na primavera seguinte.

## Elenco
- Matti Pellonpää como Rodolfo
- Évelyne Didi como Mimi
- André Wilms como Marcel
- Kari Väänänen como Schaunard
- Christine Murillo como Musette
- Jean-Pierre Léaud como Blancheron
- Carlos Salgado como garçom de café
- Alexis Nitzer como Henri Bernard
- Sylvie van den Elsen como Mme. Bernard
- Gilles Charmant como Hugo
- Dominique Marcas como lojista de segunda mão
- Samuel Fuller como Gassot
- Jean-Paul Wenzel como Francis
- Louis Malle como homem que paga a conta do restaurante de Rodolfo